# 5 Dunajska Dywizja Piechoty
5 Dunajska Dywizja Piechoty (bułg. Пета пехотна дунавска дивизия) – bułgarski związek taktyczny okresu Księstwa i Trzeciego Carstwa z lat 1891–1920.
Dywizja sformowana została w 1891. Wzięła udział w I i II wojnie bałkańskiej oraz w I wojnie światowej. W 1920 przeformowana w 5 Dunajski pułk piechoty.

## Działania

### Wojny bałkańskie
Dywizja w czasie I wojny bałkańskiej wzięła udział w walkach w składzie 3 Armii, a w II wojnie bałkańskiej znalazła się w strukturach 1 Armii.
Napięte stosunki międzynarodowe na Bałkanach spowodowały, że car Bułgarii Ferdynand I 30 września 1912 ogłosił powszechną mobilizację.
30 lipca 2013 w Bukareszcie rozpoczęły się rokowania pokojowe, a dzień później weszło w życie zawieszenie broni kończące II wojnę bałkańską. Po podpisaniu pokoju w Bukareszcie, car Ferdynand I ogłosił demobilizację armii. Jednak w związku z utrzymującym się napięciem w stosunkach z Wysoką Portą, w połowie sierpnia 1913 dywizja została skoncentrowana na południowo-wschodnim odcinku granicy wchodząc w skład liczącego około 43 000 żołnierzy zgrupowania operacyjnego. Z chwilą podjęcia rozmów pokojowych z Imperium Osmańskim liczba żołnierzy ta stopniowo ulegała redukcji. Już pod koniec miesiąca znad granicy wycofano oddziały 5 DP, które po powrocie do macierzystych garnizonów zostały zdemobilizowane.

### I wojna światowa
W świetle narastającego zagrożenia wojennego, na początku lipca 1914 w sztabie Armii Bułgarskiej rozpoczęto prace nad uaktualnieniem planów mobilizacyjnych. Ogłoszone w marcu 1915 wytyczne w sprawie mobilizacyjnego rozwinięcia jednostek przewidywały zmobilizowanie w Dywizji sztabu, czterech pułków piechoty, dwóch rezerwowych pułków piechoty, dwóch pułków marszowych, dwóch pułków pospolitego ruszenia, pułku etapowego oraz pododdziałów zabezpieczenia. Pułk artylerii przechodził na etat dwupułkowej brygady artylerii. Do dywizji miał zostać także przydzielony batalion inżynieryjny. Pierwszym dniem mobilizacji był 24 września 1915.
Dywizja początkowo stacjonowała na froncie rumuńskim będąc w składzie 3 Armii. W związku z zagrożeniem, jakie powstało w wyniku wylądowania w Salonikach jednostek brytyjsko-francuskiego korpusu ekspedycyjnego, dywizja przegrupowana została na południe i przekazana do dyspozycji dowódcy 2 Armii gen. lejt. Todorowa.
Na początku 1916, po konferencji w Niszu, dowództwo niemieckie wycofało gros swoich jednostek z Bałkanów, a wojska bułgarskie zostały rozmieszczone nad granicą grecką blokując oddziały Ententy zgrupowane w Salonikach. W centrum zgrupowania obronnego znajdowała się 11 Armia niemiecka w składzie niemieckiej 101 DP oraz trzech dywizji bułgarskich: 2 Trackiej, 5 Dunajskiej i 9 Plewneńskiej DP. Ogólne dowództwo nad 1 Armią bułgarską i 11 Armią niemiecką spoczywało w rękach niemieckiego feldmarszałka Augusta von Mackensena.
Od początku 1918 Dywizja  borykała się z dużymi problemami dyscyplinarnymi. Coraz częstsze były przypadki odmowy wykonania rozkazu. Wpływ na to miała działalność agitacyjna prowadzona w szeregach wojska przez członków i sympatyków marksistowskiej frakcji Bułgarskiej Robotniczej Partii Socjaldemokratycznej. Dochodziło także do konfliktów pomiędzy oficerami niemieckimi i bułgarskimi. 

Wiosną  8 DP walczyła w składzie 1 Armii i rozmieszczona była pomiędzy jeziorami Ochrydzkim i Dojran. W swoim pasie obrony blokowała na odcinku od jeziora Dojran do rzeki Wardar.
29 maja oddziały greckie  przypuściły atak na silnie ufortyfikowane pozycje zajmowane przez 5 Dunajską DP w rejonie Skra di Legen. W dwudniowej bitwie Grecy wyparli Bułgarów z zajmowanych stanowisk biorąc do niewoli 1805 żołnierzy. W czasie walki zagładzie uległ praktycznie cały 49 pułk piechoty. Porażka ta wpłynęła ona w istotny sposób na upadek morale bułgarskich oddziałów. Była ona tym bardziej bolesna, że zadały ją pogardzane przez Bułgarów oddziały greckie. Efektem porażki w bitwie pod Skra di Legen była zmiana na stanowisku dowódcy Armii. W miejsce gen. lejt. D. Geszowa został wyznaczony gen. mjr Stefan Nieriezow.

W lipcu 1919 skadrowano jeden pułk piechoty. W tym czasie dywizja posiadała trzy pułki piechoty (w tym jeden pułk skadrowany), pułk artylerii, batalion inżynieryjny, szpital polowy i kompanię intendencką.

## Struktura organizacyjna
W grudniu 1903, na mocy dekretów ks. Ferdynanda I, przystąpiono reorganizacji dywizji piechoty. W czasie pokoju dywizja piechoty składała się w tym czasie z dwóch brygad piechoty, pułku artylerii, batalionu inżynieryjnego, batalionu taborów i szpitala. W brygadzie piechoty znajdowały się dwa dwubatalionowe pułki piechoty z kompanią zabezpieczenia oraz plutonem ciężkich karabinów maszynowych , a pułk artylerii składał się z dwóch dywizjonów artylerii, każdy po dwie czterodziałowe baterie.
Stan w 1907:
- dowództwo dywizji – Rusczuk
- 1 Brygada – Ruszczuk
  - 2 pułk piechoty – Rusczuk
  - 5 pułk piechoty – Rusczuk
- 2 Brygada – Tyrnowo
  - 8 pułk piechoty – Tyrnowo
  - 31 pułk piechoty – Tyrnowo
- 1 pułk artylerii – Razgrad

Na wypadek wojny struktura dywizji zwiększała się (1912) do trzech brygad piechoty, a w miejsce pułku artylerii tworzona była dwupułkowa brygada artylerii. Etatowo dywizja posiadała 12 batalionów piechoty, batalion inżynieryjny i 8 baterii artylerii. Na jej uzbrojeniu znajdowało się 24 813 karabinów, 24 ciężkie karabiny maszynowe i 72 działa. Stan osobowy wynosił 858 oficerów, 42 urzędników wojskowych, 3455 podoficerów, 32 918 szeregowych i 7550 koni.